# Keiko Teshima
Keiko Teshima (手島 桂子, Teshima Keiko), née Maeda (Maeda, 前田) le 25 mars 1980 à Takasago, est une judokate japonaise.

## Palmarès international en judo
| Championnats du monde | Championnats du monde | Championnats du monde |
| Année                 | Médaille              | Catégorie             |
| --------------------- | --------------------- | --------------------- |
| 1999                  | or                    | –63 kg                |
| Championnats d'Asie   |                       |                       |
| Année                 | Médaille              | Catégorie             |
| 2000                  | bronze                | –63 kg                |